# Сьєрра-де-Єгуас
Сьєрра-де-Єгуас (ісп. Sierra de Yeguas) — муніципалітет в Іспанії, у складі автономної спільноти Андалусія, у провінції Малага. Населення — 3545 осіб (2010).
Муніципалітет розташований на відстані близько 380 км на південь від Мадрида, 60 км на північний захід від Малаги.
На території муніципалітету розташовані такі населені пункти: (дані про населення за 2010 рік)
- Наваермоса: 271 особа
- Сьєрра-де-Єгуас: 3274 особи

## Демографія
Динаміка населення (INE ):

## Галерея зображень

Розташування муніципалітету у провінції Малага